# Jarní spršky
Jarní spršky (anglicky: Spring Showers, the Coach) je černobílá fotografie, kterou pořídil Alfred Stieglitz v letech 1899–1900. Obrázek byl publikován v časopise Camera Notes v lednu 1902. Někdy se nesprávně uvádí datum pořízení rok 1902.

## Historie a popis
Obraz zachycuje typickou městskou scénu s kočárem projíždějícím hustým deštěm v ulici lemované stromy po jejich levici. Je to jeden z nejlepších příkladů Stieglitzovy piktorialistické fáze, která se snaží napodobit jemný tonální styl amerického malíře Jamese McNeilla Whistlera tím, že je snímek ozvláštněn deštěm a sněhem. Je také pod vlivem japonského umění a módou v západním světě.
Tisky této fotografie jsou v několika veřejných sbírkách, jako například: Metropolitní muzeum umění v New Yorku a v Minneapolis Institute of Art.